# Zasenbeck
Zasenbeck is een klein dorp in de Duitse gemeente Wittingen in de deelstaat Nedersaksen. Het dorp wordt voor het eerst vermeld als Sasbeke in een oorkonde uit 1330. De dorpskerk, grotendeels gebouwd van zwerfstenen, stamt uit 1305. In 1999 werd het gebouw volledig gerenoveerd.
In 1974 fuseerde de tot dan zelfstandige gemeente met Ohrdorf. Samen werden de dorpen bij de stad Wittingen gevoegd.
- Gemeinsame Normdatei: 4765236-6
- Virtual International Authority File: 240110374